# باول هودسون (لاعب اتحاد الرغبي)
باول هودسون (بالإنجليزية: Paul Hodgson)‏ هو لاعب اتحاد الرغبي بريطاني، ولد في 25 أبريل 1982 في إبسوم في المملكة المتحدة.

## وصلات خارجية
- باول هودسون على موقع دوري الرغبي الممتاز (الإنجليزية)
- باول هودسون عل موقع إسبنسكروم (الإنجليزية)
- باول هودسون على موقع ItsRugby.co.uk (الإنجليزية)